# ابراهیم شاه (سلطان کداح)
پادوکا سری سلطان ابراهیم شاه ابن المرحوم سلطان محمود شاه یکم (درگذشت – ۹ اوت ۱۳۷۳) ششمین سلطان کداح بود. او از سال ۱۳۲۱ تا ۱۳۷۳ حکمرانی کرد. سلطان ابراهیم شاه در ماه مهٔ ۱۳۷۳، مرکز حکمرانی خود را در کوتا سپوتی (Kota Seputih) قرار داد.